# Literatura interamericana
A literatura interamericana envolve o estudo comparado de autores e textos de todas as Américas: a do Norte, a do Sul e a Central, incluindo o Caribe. Esse escopo inclusivo —Canadá, Estados Unidos, América espanhola, o Brasil, países menores anglófonos e francófonos, e a América indígena— cobre as principais línguas do extremo Hemisfério Ocidental —inglês, espanhol, português, francês— assim como, em alguns casos, as línguas indígenas.
O método pode ter um foco abrangente, como nos estudos das relações entre as raças nas Américas ou na representação literária dos indígenas americanos, ou pode ter um foco mais específico nas questões da influência e da recepção que interligam autores e textos específicos. Por exemplo, certos romances de Machado de Assis, do Brasil, influenciaram The Floating Opera, de John Barth, e Faulkner influenciou vários escritores da América espanhola, incluindo Gabriel García Márquez e Mario Vargas Llosa.
A literatura interamericana também pode tratar do desenvolvimento de certas formas literárias, tais como o romance de imigrante ou o poema épico no Novo Mundo, ou tratar de períodos e movimentos literários, tais como o período colonial, o século XIX, ou o Modernismo nas Américas.
Idealmente, todo projeto dentro da literatura interamericana deve envolver ao menos três das línguas e literaturas do Novo Mundo, como, por exemplo, em um estudo da forma do "novo romance" no Canadá, Estados Unidos, América espanhola e Brasil durante os anos 1960s.
Como geralmente ocorre com os estudos comparados, o campo da literatura Interamericana deve trabalhar, sempre que possível, com textos escritos em sua língua original e deve procurar identificar as semelhanças (quanto ao tema, à forma ou ao período) que interligam as literaturas das Américas; ao mesmo tempo, deve também reconhecer e manter as importantes diferenças (quanto à história, ao estilo e à cultura) que distinguem essas literaturas entre si e que as tornam obras artísticas singulares.